# Сарское
Са́рское (кабард.-черк. Сарскэ) — село в Майском районе республики Кабардино-Балкарии. Входит в состав муниципального образования «Городское поселение Майский». 

## География
Селение расположено в северной части Майского района, между городами Майский и Прохладный. Находится в 7 км к северу от районного центра — Майский, в 5 км к юго-востоку от города Прохладный и в 55 км к северо-востоку от города Нальчик. 
Граничит с землями населённых пунктов: Прохладный на северо-западе и дорожным разъездом Баксан на юге.   
Населённый пункт расположен на наклонной Кабардинской равнине, в равнинной зоне республики. Средние высоты на территории села составляют 202 метров над уровнем моря. Рельеф местности представляют собой в основном предгорную волнистую равнину, без резких колебаний относительных высот. 
Гидрографическая сеть на территории села представлены скудно, хоть местность высоко обеспечена водой, и глубина залегания грунтовых вод составляют всего 2-3 метра. Ранее к западу от села был расположен один из крупнейших искусственных водоёмов на территории республики. Ныне водоём запущен и по большей части заросла густой растительностью. Кроме того, к северу от села осталось малая сеть искусственных водоёмов. 
Климат умеренный. Лето жаркое и полузасушливое. Абсолютный максимум в августе достигает +40°С. Зима мягкая и длится около трех месяцев. Морозы непродолжительные, минимальные температуры редко снижаются ниже −15°С. Среднегодовое количество осадков составляет около 600 мм. 

## История
Хутор Сарский основан в конце XIX века, переселенцами из Ярославской губернии Российской империи. 
В 1959 году в ходе преобразований муниципальных районов Кабардино-Балкарской АССР, хутор был включён в состав горсовета города Майский. 

## Население
| 2002 | 2010 | 2021 |
| ---- | ---- | ---- |
| 521  | ↘425 | ↗433 |

Национальный состав
По данным Всероссийской переписи населения 2002 года, 47 % населения села составляли русские, 45 % — турки.

По данным Всероссийской переписи населения 2021 года:
| Народ   | Численность, чел. | Доля от всего населения, % |
| ------- | ----------------- | -------------------------- |
| турки   | 355               | 81,99 %                    |
| русские | 72                | 16,63 %                    |
| другие  | 6                 | 1,38 %                     |
| всего   | 433               | 100,0 %                    |

Половозрастной состав
По данным Всероссийской переписи населения 2010 года:
| Возраст     | Мужчины, чел. | Женщины, чел. | Общая численность, чел. | Доля от всего населения, % |
| ----------- | ------------- | ------------- | ----------------------- | -------------------------- |
| 0 — 14 лет  | 45            | 50            | 95                      | 22,4 %                     |
| 15 — 59 лет | 148           | 133           | 281                     | 66,1 %                     |
| от 60 лет   | 18            | 31            | 49                      | 11,5 %                     |
| Всего       | 211           | 214           | 425                     | 100,0 %                    |

Мужчины — 211 чел. (49,6 %). Женщины — 214 чел. (50,4 %). 
Средний возраст населения — 31,9 лет. Медианный возраст населения — 27,8 лет.
Средний возраст мужчин — 30,5 лет. Медианный возраст мужчин — 28,1 лет.
Средний возраст женщин — 33,3 лет. Медианный возраст женщин — 27,6 лет.

## Инфраструктура
В селе находится один медпункт. Другие объекты социальной инфраструктуры расположены в городе Майский. 

## Экономика
В селе высоко развито сельское хозяйство. Между селом и автотрассой «P290» расположен крупный рынок по продаже сельскохозяйственных продуктов. 

## Улицы
| Кирова   |
| Мичурина |

| Кошевского |

| Степная |

## Примечание
1. 1 2  Итоги Всероссийской переписи населения 2020 года (по состоянию на 1 октября 2021 года)
2. ↑  Численность населения Кабардино-Балкарской Республики по сельским населённым пунктам по итогам ВПН-2002
3. ↑  Численность населения КБР в разрезе населённых пунктов по итогам Всероссийской переписи населения 2010 года
4. ↑  Коряков Ю. Б.. База данных «Этно-языковой состав населённых пунктов России». Дата обращения: 4 июня 2020. Архивировано 27 марта 2020 года.
5. ↑  Итоги Всероссийской переписи населения 2020 года. Том 5. Национальный состав и владение языками. Таблица 1. Национальный состав населения Кабардино-Балкарской Республики, городских округов и муниципальных районов. Дата обращения: 9 октября 2023. Архивировано 16 октября 2023 года.
6. ↑  База микроданных Всероссийской переписи населения 2010 года. Дата обращения: 15 ноября 2015. Архивировано из оригинала 9 июня 2014 года.
7. ↑  Численность населения КБР по итогам Всероссийской переписи населения 2010 года. Дата обращения: 21 августа 2016. Архивировано из оригинала 24 июня 2016 года.